# Florentin Pandele
Florentin-Costel Pandele (n. 3 aprilie 1961, Surlari, România) este un om politic român și din anul 2000, primar al orașului Voluntari, județul Ilfov. 

## Biografie
Florentin Pandele s-a născut în satul Petrăchioaia, azi județul Ilfov, într-o familie săracă. A absolvit Institutul de Marină „Mircea cel Bătrân" din Constanța, Facultatea de Navigație, promoția 1984 și Facultatea de Drept din cadrul Universității Bioterra din București, promoția 2004 (an în care Universitatea „Bioterra” nu era încă acreditată). A continuat studiile cu un masterat la Universitatea „Bioterra” în „Controlul, expertiza și securitatea alimentară în agroturismul ecologic”. De asemenea, a absolvit Colegiul Național de Apărare în anul 2005. 
A urmat apoi cursurile de Masterat - „Securitate și Apărare Națională” din cadrul Universității Naționale de Apărare „Carol I”, Facultatea de Comandă și Stat Major. 
În anul 2007 a obținut titlul de doctor în Ordine Publică și Siguranță Națională – cu tema „COORDONATE JURIDICE ȘI STRATEGII PRIVIND NAVIGAȚIA MARITIMĂ”, la Academia de Poliție „Alexandru Ioan Cuza”, iar în iunie 2008 a obținut titlul de doctor în științe Militare „Universitatea Națională de Apărare” având ca temă „ROMÂNIA ȘI NOILE PROVOCĂRI GENERATE DE INTEGRAREA EUROPEANĂ”. Titlul de doctor în Științe Militare i-a fost retras pe 21 decembrie 2016 pentru că s-a dovedit că teza de doctorat a fost plagiată.
Având brevet de comandant de cursă lungă a navigat mările și oceanele lumii timp de 13 ani. A fost în perioada 1984-1990 ofițer de marină comercială IEFM Navrom, Constanța, iar în perioada 1991-1997 ofițer cu navigația la compania engleză de ferryboat „Sally Line” și ofițer cu navigația cu brevet de căpitan pe „Dart Line”.
Următoarea funcție, între anii 1997-1998, a fost de director adjunct al Oficiului pentru Protecția consumatorului București iar în anul 1998-2000 a ocupat funcția de director al Oficiului pentru Protecția Consumatorului Ilfov.
În anul 2000 a candidat la primăria orașului Voluntari fiind ales în funcția de primar din turul doi de scrutin. În anul 2004 a fost reales primar al localității din primul tur de scrutin cu un procentaj de 84,5% și în 2008 tot din primul tur al alegerilor cu un procent covârșitor de 91,27%, fiind numit în cadrul PSD, din care face parte, ca „cel mai votat primar de oraș al PSD”.

## Activitate politică
- 12 ianuarie 1990: înscrierea în Partidul Național Liberal
- 1997–2004: ales vicepreședinte al organizației județene Ilfov a PNL
- 13 aprilie 2004: înscrierea în Partidul Social Democrat
- 2004: ales vicepreședinte al Organizației Județene Ilfov a PSD
- 1 mai 2010: înscrierea în partidul Uniunea Națională pentru Progresul României în cadrul căruia deține funcția de vicepreședinte

## Viața personală
Este căsătorit cu fosta ziaristă, om de televiziune și fostul primar al Bucureștiului, Gabriela Firea.